# Isak Alkalaj
Isak Alkalaj (Samokov, 25. studenog 1882. – New York, 29. prosinca 1978.), židovski  je teolog, vrhovni rabin Kraljevine Jugoslavije do početka Drugog svjetskog rata i okupacije Jugoslavije.

## Životopis
Isak Alkalaj je rođen 25. studenog 1882. godine u bugarskom gradu Samokov u obitelji Avrama i Rebike Alkalaj. Kao dječak, sa roditeljima je preselio u Sofiju, a potom u Zemun. Otac mu je u Zemunu radio kao kantor u gradskoj sinagogi. Osnovnu školu i nižu realku završio je u Zemunu, a gimnaziju u Beogradu. Završio je Filozofski fakultet Sveučilišta u Beču i Viši rabinski seminar. Rabinsku službu započeo je 1909. kao zastupnik sefardskog rabina u Kraljevini Srbiji, a 1911. postao je glavni rabin Kraljevine Srbije. Sa uspostavljanjem ustanove Vrhovnog rabinata 1923. godine, imenovan je za vrhovnog rabina Kraljevine Srba, Hrvata i Slovenaca tj. Kraljevine Jugoslavije. Na toj je dužnosti ostao do 1941. godine. Istovremeno je bio i predsjednik Saveza rabina Kraljevine Jugoslavije. Za vrijeme Balkanskih ratova, istakao se u prikupljanju pomoći za sanitet, ali je radio i na pridobijanju Židova u novooslobođenim krajevima za novu državu. Tijekom Prvog svjetskog rata, išao je u humanitarne misije u Italiju, Švicarsku, Francusku i Englesku, te prikupljao pomoć za vojsku Kraljevine Srbije. Po nalogu srbijanske vlade, išao je i u Sjedinjene Države da bi propagirao "jugoslavensku stvar" među tamošnjim Židovima. Bio je član Oblasnog odbora Crvenog križa, te član i predsjednik židovskog reda Benei Brita za Srbiju i njegove Velike lože Jugoslavija. Jedan je od osnivača privremenog Glavnog odbora Saveza židovskih vjeroispovednih općina Jugoslavije 1919. godine. Za senatora po funkciji imenovan je 1932. godine. Također je bio jedan od predstavnika jugoslavenskih Židova na Prvom zasjedanju Svjetskog židovskog kongresa u Genevi 1936. godine. Aktivno se služio njemačkim, francuskim, engleskim, španjolskim i starohebrejskim jezikom. Objavio je više priloga o srbijanskim Židovima u "The American Jewish Year Book" 1918. godine. Izbjegao je u Sjedinjene Države 1941 godine. Nastanio se u New Yorku i bio aktivan član Udruge jugoslavenskih Židova u Sjedinjenim Državama. 
Preminuo je u New Yorku 1978. godine.

## Odlikovanja
- Red Svetog Save IV. reda
- Red Svetog Save III. reda
- Red Svetog Save I. reda